# Nærøyfjord
Der Nærøyfjord ist ein Fjord in Norwegen in der Kommune Aurland. Er ist ein Nebenarm des Sognefjords. Als Längenangabe werden 17 bis 20 Kilometer angegeben. Der Fjord wird wegen seiner spektakulären Landschaft häufig besucht. In den Sommermonaten fahren auch größere Touristenschiffe durch den engen Fjord bis zum Ort Gudvangen am Ende des Fjordes. Zusammen mit dem Geirangerfjord wurde der Nærøyfjord am 14. Juli 2005 in die Liste der Weltnaturerbe der UNESCO aufgenommen.

## Geografie, Landschaft und Geologie
Vor rund 2,5 Mio. Jahren schürften Flüsse tiefe Kerbtäler entlang geologischer Schwachstellen aus. Die Fjorde dieser Gegend entstanden, als die Gletscher der Quartäreiszeit mit ihrer Last und ihrer Schürfbewegung diese Täler mit außergewöhnlich hohen und steilen Felswänden formten, in denen sich nach dem Ende der eiszeitlichen Kaltzeit und nach dem Abschmelzen der Gletscher Meerwasser ansammelte.
Sowohl der Fjord selbst als auch Seitentäler sind gute Beispiele für typische gletschergeformte U-Täler, die auch als Trogtäler bezeichnet werden. Zwischen den Seitentälern gibt es ebenfalls von früheren Gletschern geformte „hängende Seitentäler“, sogenannte Hängetäler.
Der Fjord ist geprägt durch die bis zu 1760 Meter hohen, steilen Felswände, die den Fjord auf beiden Seiten einrahmen. An der engsten Stelle – bei Bakka – ist der Fjord nur 250 Meter breit. Auf Grund von Steinschlaggefahr dürfen große Schiffe das Horn während der Durchfahrt durch die engste Stelle nicht benutzen.
In steilen Fjordhängen kann das Gestein verwittert und instabil sein. Große Erdrutsch- und Bergsturzgefahr gibt es am Nærøyfjord neben dem erwähnten Gebiet um Bakka (Breidskrea) auch oberhalb von Styvi.
Im gesamten Nærøyfjord ergießen sich an dessen Flanken 25 Wasserfälle in die Tiefe. Der Kjelfossen in Gudvangen gehört mit 150 m freiem Fall und 765 bis 840 m Gesamtfallhöhe zu den zwanzig höchsten Wasserfällen der Welt.

## Flora und Fauna
Charakteristisch für das Fjord-Gebiet sind seine variierenden Landschaftstypen, vom Hochgebirge beim Fresvikbreen auf der Westseite des Fjords über Hochalmen bis zu von Laubwald bewachsenen, geschützten Buchten.
Mehrere Klimazonen vom hochalpinen Berggebiet bis zu den warmen Talböden und Fjordhängen sorgen für eine große Vielfalt an Tier- und Pflanzenwelt. Die ehemals kultivierten Landstücke bieten einen weiteren besonderen Lebensraum.

### Flora
Zu den seltensten Pflanzen in der Gegend des Schutzgebietes Nærøyfjorden landskapsvernområde zählt eine Unterart des Arktischen Mohns, Papaver radicatum ssp.relictum. Er ist noch in Erdrutschen der steilen Schlucht Insta Dryfta unter dem Berg Bleia im Bleia naturreservat zu finden, wo er zwischen 350 und 900 moh. wächst. In Norwegen ist diese Unterart sonst nur noch an einer Stelle im Valdres zu finden. Bei Morki gibt es einen Lindenwald. In der Legdene, die oberhalb von Lægdaviki im Nærøyfjord liegt, wächst auch alter Kiefernwald. Zwischen Undredal und Stokko, in Dyrdal und auf einigen Almen gibt es artenreiche Blumenwiesen.

### Fauna
In den Bergen rund um den Nærøyfjord leben mehrere wilde Rentierherden. An den Hängen und in den Tälern sind Rothirsche zu finden. Im Fjord sind Seehunde, Gewöhnliche Schweinswale und Schwertwale anzutreffen. An seltenen Vögeln ist der Seeadler hervorzuheben.
Im Fluss Nærøyelvi im Tal Nærøydalen leben Atlantischer Lachs und die Forellen-Unterart Atlantische Meerforelle (Salmo trutta trutta).

## Schutzgebiete
Das Teilgebiet Nærøyfjord des Weltkulturerbe-Gebiets „Vestnorsk Fjordlandskap“ (Westnorwegische Fjordlandschaft bzw. Westnorwegische Fjorde) besteht aus sechs Schutzgebieten unterschiedlicher Kategorien. Sie sind im Nærøyfjord-Gebiet mit Umland zu finden und liegen somit nicht unbedingt ausschließlich in der Kommune Aurland. Die sechs Schutzgebiete sind im Einzelnen: das 567 Quadratkilometer große Landschaftsschutzgebiet „Nærøyfjorden“ (Nærøyfjorden landskapsvernområde), das 66 Quadratkilometer große Landschaftsschutzgebiet „Bleia-Storebotnen“ (Bleia-Storebotnen landskapsvernområde), das Naturschutzgebiet „Bleia“ (Bleianaturreservat) in der Kommune Lærdal, das Naturschutzgebiet „Grånosmyrane“ (Grånosmyrane naturreservat), das Naturschutzgebiet „Nordheimsdalen“ (Nordheimsdalen naturreservat) und das 12 Quadratkilometer umfassende Naturschutzgebiet „Geitanosi“ (Geitanosi naturreservat). Das 2002 geschaffene Schutzgebiet „Nærøyfjorden landskapsvernområde“ ist das größte dieser sechs Schutzgebiete.
Das Naturschutzgebiet Grånosmyrane ist wegen der reichen Vogelwelt im Moorgebiet relevant. Nicht wenige Tiere stehen auf der roten Liste gefährdeter Arten. Direkt angrenzend an den Nærøyfjord ist das Geitanosi-Naturreservat. Es ist ein Wald-Naturschutzgebiet mit reichhaltigem und großteils unberührtem Laubwald, zum Beispiel Ulmen und Linden.

## Kulturgeschichte

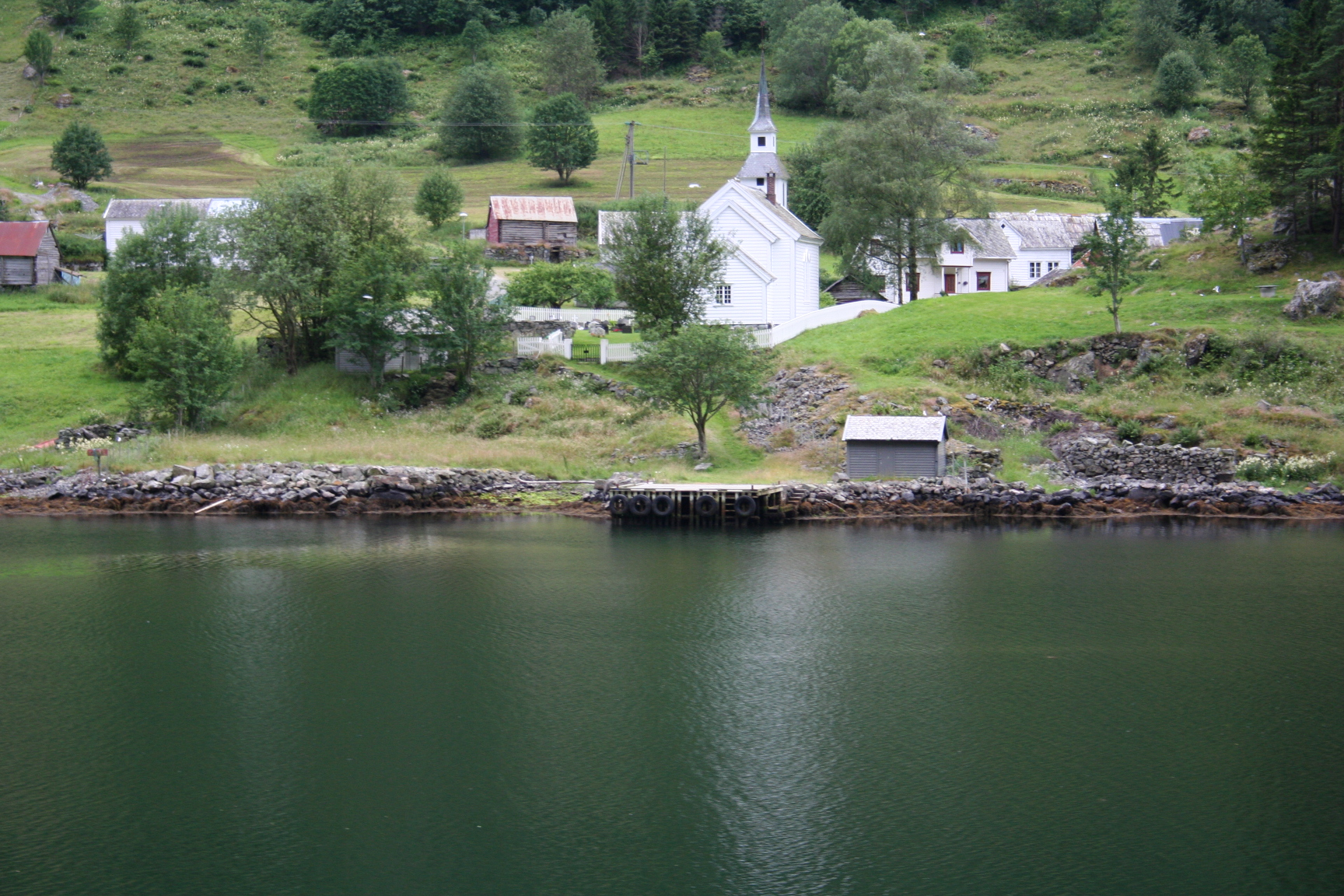
Bakka

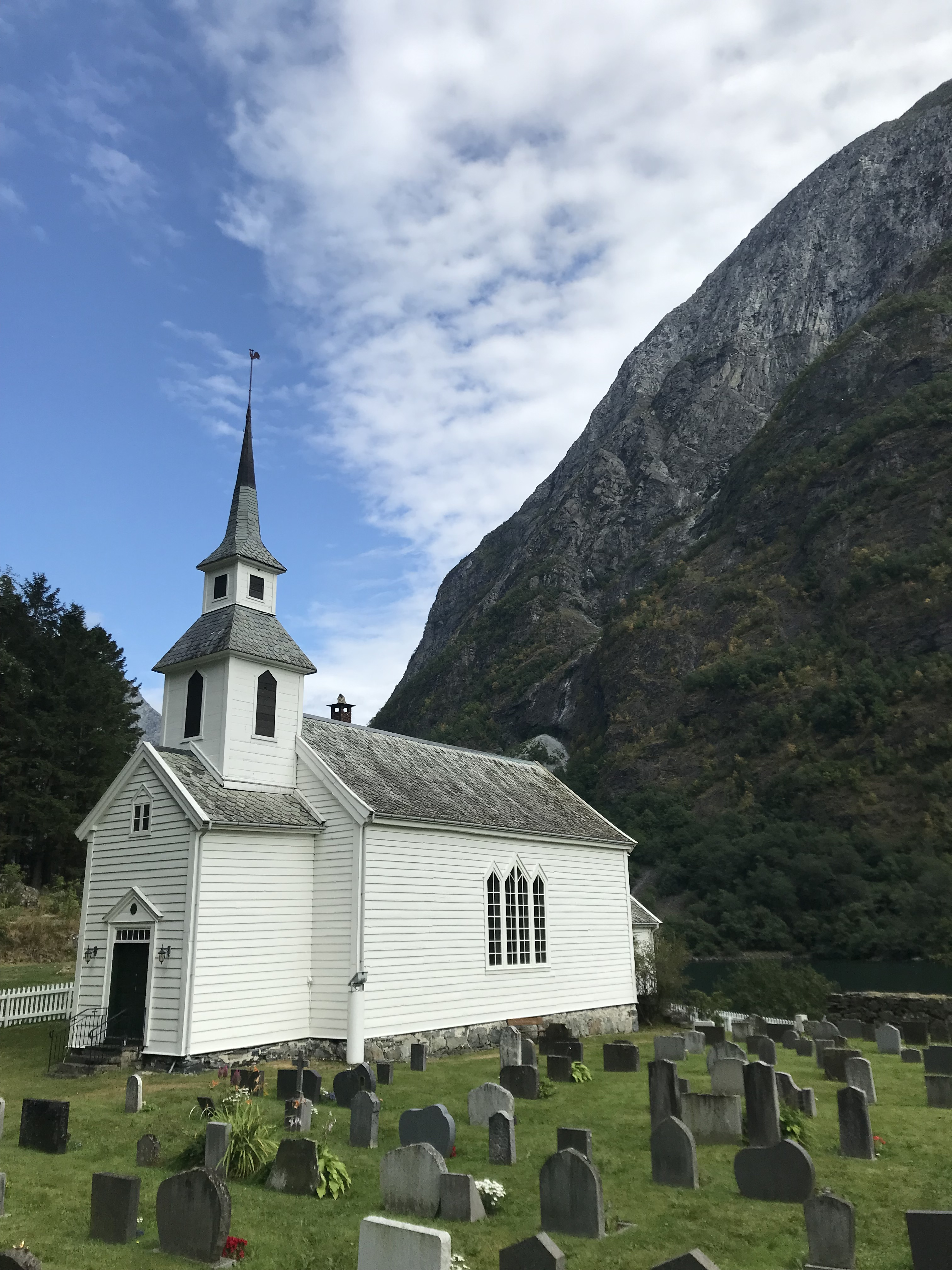
Kirche in Bakka

Als die Gletscher in dieser Gegend vor rund 10.000 Jahren abschmolzen, fanden sich auch die ersten Siedler ein. Anhand von Relikten von Tierfanggruben (Fallgruben für Rener) und Jagdverstecken konnte man die große Bedeutung der Rentierjagd zu dieser Zeit belegen. Oberhalb von Drægo ist ein gesamtes Fangsystem für Rener in Relikten erhalten. Diese Fangeinrichtung zeugt von organisierter Jagd weit in die Vergangenheit, möglicherweise bis in der Eisenzeit (500 v. Chr. – 1000 n. Chr.).
Wichtige verkehrsrelevante Kulturdenkmäler sind: der ehemalige Postweg von Bleiklindi nach Styvi direkt am Nærøyfjord, die Schlucht Stalheimskleiva im Nærøydalen mit ihren Straßenserpentinen und der Almenpfad (Stølsvegen) Rimstigen direkt vom Fjord in der Nähe von Bakka hoch ins Gebirge.
Auf beiden Seiten des Fjordes liegen einige wenige kleine Siedlungen und Höfe wie Styvi und Dyrdal, die ausschließlich vom Wasser aus zu erreichen sind. Am westlichen Ufer befindet sich das Dorf Bakka mit der 1859 erbauten Kirche. Bakka ist über eine Straße mit Tunnel von Gudvangen aus erreichbar. Viele der Gebäude auf Bakka sehen genauso aus, wie sie im 19. Jahrhundert und früher gebaut wurden. Dieser ganzheitliche Eindruck hat einen hohen Stellenwert. Bei Bakka finden wir den Ortsnamen „Kolmilebakken“, der von der Herstellung von Holzkohle zeugt.

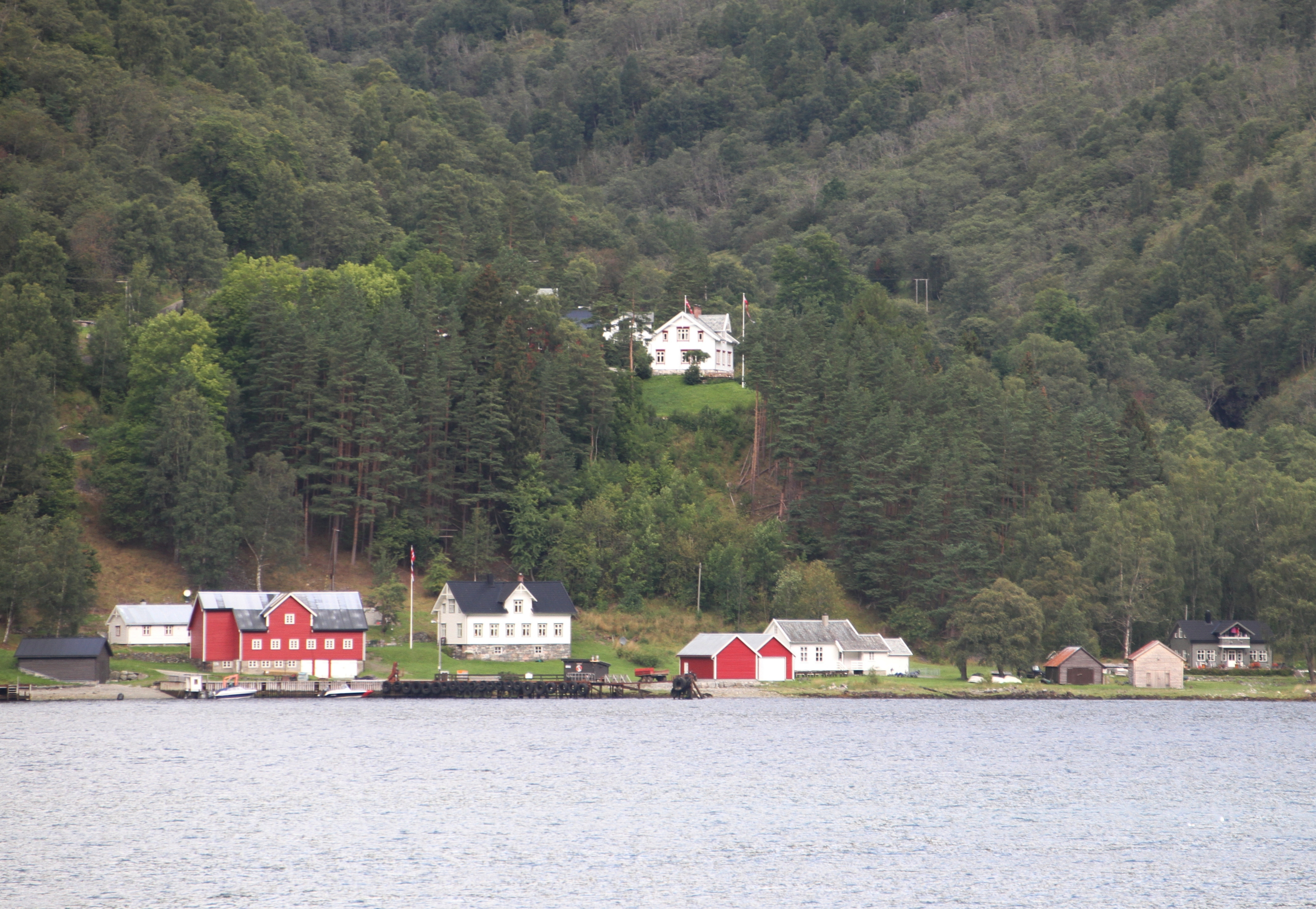
Dyrdal am Nærøyfjord

Dyrdal ist ein Hängetal, das sich von der Westseite des Nærøyfjords in nordwestlicher Richtung erstreckt. Unten am Fjord liegen die Höfe Arnehus und Dyrdal; letzteres an einem ehemaligen Flussdelta, wo die Häuser vor Lawinen sicher sind. Im Gegensatz zu vielen anderen Weilern wurde Dyrdal durch die Pest nicht entvölkert.

## UNESCO-Weltnaturerbe
Zusammen mit dem Geirangerfjord wurde der Nærøyfjord 2005 zum UNESCO-Weltnaturerbe „Westnorwegische Fjorde“ (norwegisch Vestnorsk fjordlandskap) erklärt. Der Geirangerfjord und der Nærøyfjord sind die ersten Welterbestätten in Norwegen, die aufgrund des Naturerbes in die UNESCO-Welterbeliste aufgenommen wurden. Begründet liegt dies in der Erfüllung gleich zweier naturschutzfachlicher Kriterien, da das Gebiet eine einzigartige Naturvielfalt, welche durch die Symbiose von Meer und Hochgebirge entstand, und eine weitestgehend von menschlichen Eingriffen unbeeinflusste Landschaft aufweist.
Das 1227 km² (davon 107 km² Wasserfläche) große Gebiet schließt die inneren Bereiche der Fjorde mit ein, die sich bis zu dem zentralen Gebirgsmassiv hinstrecken, welches Ostnorwegen geografisch von Westnorwegen trennt. Das Teilgebiet um den Geirangerfjord hat eine Größe von 518 km², das des Nærøyfjord eine Fläche von 709 km².
Das UNESCO-Komitee begründete die Entscheidung zur Aufnahme der Fjorde folgendermaßen:

„Die Westnorwegischen Fjorde repräsentieren klassische und vor allem besonders gut ausgeprägte Fjordtypen, die als typisches Beispiel für alle Fjorde der Welt anzusehen sind. Deren Mächtigkeit und Erhabenheit ist vergleichbar mit anderen Fjorden, die bereits in die Welterbeliste aufgenommen
worden sind. Des Weiteren zeichnen sie sich durch ihre besonderen klimatischen und geologischen Verhältnisse aus. Das Gebiet weist alle Elemente der Prozesse zur Bildung zweier der längsten und tiefsten Fjorde der Welt auf.
Nærøy- und Geirangerfjord gelten als die mit Abstand schönsten Fjordlandschaften der Welt. Deren erhabene Natur kommt durch die schmalen, steil abfallenden Talwände zum Ausdruck, die sich von 500 m unter dem Meeresspiegel bis zu 1.400 m über dem Meeresspiegel erstrecken. Zahlreiche Wasserfälle stürzen sich die extrem steilen Felswände herab, und zahllose Wildbäche fließen von schneebedeckten Gipfeln, Gletschern und Gletscherseen durch Laub- und Nadelwälder hinunter in den Fjord. Die Vielfalt weiterer Naturphänomene zu Wasser und Land, wie unterseeische Moränen und Meeressäugetiere, verstärken das Naturerlebnis. Überreste alter, jetzt verlassener Bauernhöfe und Almhütten geben der dramatischen Naturlandschaft eine kulturelle Dimension die den Wert dieses Gebietes unterstützen und verstärken.“